# Голден Стејт вориорси
Голден Стејт вориорси (енгл. Golden State Warriors) амерички су кошаркашки клуб из Сан Франциска, Калифорнија. Играју у НБА лиги (Пацифичка дивизија).
Клуб је основан у Филаделфији 1946. као Филаделфија вориорси. Вориорси су били једни од оснивача Кошаркашке асоцијације Америке и освајачи BAA лиге 1947. Прву титулу у НБА лиги су освојили 1956. У Сан Франциско су прешли 1962. и постали Сан Франциско вориорси, а име Голден стејт вориорси узели су у сезони 1971/72.
Вориорси су освојили седам НБА шампионата. Последњу титулу су освојили 2022. победивши у финалу Бостон селтиксе.
Голден Стејт је у сезони 2015/16. оборио рекорд чувене генерације Чикаго булса из сезоне 1995/96. са остварена 73 тријумфа у регуларном делу сезоне и само 9 пораза.

## Историја

### Филаделфија вориорси
Вориорси су основани 1946. године под именом Филаделфија вориорси, а клуб је био члан Кошаркашког савеза Америке. Прво је био у власништву Питера Тирела, који је поседовао хокејашки тим Филаделфија рокетси такође. Тирел је запослио Едија Готлиба, дуго времена промотера кошарке у области Филаделфије, који је радио као тренер и генерални директор.
Предвођени шутерском сензацијом Џоом Фулксом, тим је освојио првенство у премијерној сезони 1946/47. победом над Чикаго стагсима 4 : 1. НБА лига која је основана 1949, званично признаје тај шампионат као своје прво такмичење. Готлиб је купио тим 1951. године.
Своју другу титулу Вориорси су освојили у сезони 1955/56, победивши Форт Вејн пистонсе у финалу. У то време највеће звезде Вориорса били су Пол Аризин, Том Гола и Нил Џонстон. Тим је на драфту 1959. године изабрао Вилта Чејмберлена. Брзо се Чејмберлен прилагодио и постао један од лидера тима. Дана 2. марта 1962. године, у мечу одиграном на неутралном терену у Хершију (Пенсилванија), Чејмберлен је убацио 100 поена против Њујорк никса (једини који је у једној утакмици постигао 100 поена).

### Сан Франциско вориорси
Френклин Миули је 1962. године купио већински пакет акција тима и преселио франшизу у Сан Франциско, а тим је преименован у Сан Франциско вориорси. Већина утакмица на домаћем паркету је играна на Кав Паласу у Дејли Ситију (објекат се налази јужно од границе града Сан Франциска) од 1962. до 1964. године, те у Сан Франциско-Сивик Аудиторијуму од 1964. до 1966. године, мада су Вориорси повремено играли као домаћини у најближим градовима попут Оукланда и Сан Хосеа.
Пре НБА сезоне 1963/64, Ратници су драфтовали Нејта Термонда. Вориорси су победили и освојили титулу првака Западне конференције, али су поражени у НБА финалу од Бостон селтикса. У сезони 1964/65, ратници трејдују Чејмберлена у Филаделфија севентисиксерсе у замену за Конија Диркинга, Лија Шафера, Пала Неумана и 150.000 долара; победили су у само 17 утакмица. 1965. године су изабрали Рика Берија у првом кругу драфта, који је постао руки године те сезоне, а онда предводио Вориорсе у НБА финалу у сезони 1966/67, изгубивши од Чејмберленовог новог тима, Филаделфије севентисиксерс.
Бери је био љут на руководство Вориорса и због неспоразума прелази у ривалски тим Оукланд оуксе, за које је наступао две године. Током следећих пар година тим није био конкурентан за титулу. У сезони 1970/71. последњи пут је наступао под именом Сан Франциско вориорси.

### Ера Голден Стејта

#### 1971—1987
Франшиза је усвојила бренд име Голден Стејт вориорси пре сезоне 1971/72, како би указивало да тим представља целу државу Калифорнију. Скоро све утакмице код куће су играли у Оукланду; шест су играли у Сан Дијегу, али ниједну у Сан Франциску или Дејли Ситију. Оукланд Арена је постала дом Вориорса 1972. године.
Вориорси су играли у плеј-офу од 1971. до 1977. године, осим у 1974. и освајају прву НБА титулу 1974/75. под новим именом. У ономе што многи сматрају за највећу сензацију у историји НБА, Голден Стејт је не само победио, већ и понизио екипу Вашингтон булетса победом 4 : 0 у финалу НБА лиге. Тренер шампионског тима је био бивши играч Ратника Ал Атлес, а на терену су најзапаженији били Рик Бери, Џамал Вилкс и Фил Смит. Бери је именован за најкориснијег играча финала.
Због губитка кључних играча као што су Бери, Вилкс и Термонд услед трејдова и пензионисања, Ратници су покушавали да саставе нови тим у борби за титулу од 1978. до 1987. Кроз одабир на драфту, наредних година у Вориорсе су дошли бивши центар Пердјуа Пурвис Шорт (1978), Џо Керол (1980) и центар Роберт Периш (1976) који је трејдован у Бостон селтиксе 1980. године. Године 1983. ратници су за Бернарда Кинга послали понуду Њујорк никсима, али пошто ови нису могли да га исплате — брзо су га трејдовали Никсима у замену за Мајкла Реја Ричардсона.
Одлазак ових играча из различитих разлога симболизује узалудност франшизе током овог периода да стабилизује клуб и резултате. Први тренер Атлес је постао генерални директор 1980. и тим је направио неколико промена на клупи. Нови власници Џим Фицџералд и Дан Финан коначно су успели да врате углед тима ангажовањем бившег тренера Кливленда Џорџа Карла 1986. и након избора крила Криса Малина на драфту 1985.

#### 1987—2009
Након што су довели Криса Малина у клуб, на драфту 1988. године су изабрали Мича Ричмонда и Тима Хардавеја. Ратници су коначно после низа неуспеха изградили један од најбољих офанзивних тимова у лиги. Током сезоне 1990/91, три играча имала су просек од 22 поена, али је одбрана била слаба. Доласком Латрела Спривела 1992. и Криса Вебера 1993. године, екипа је имала потенцијал за високе домете. Велики проблем су представљале повреде важних играча. Крис Малин 1992. није играо пола сезоне, Хардавеј десет мечева, а Били Овенс 37 утакмица. Од 1993. до 1995. повреде су мучиле и остале играче из прве петорке Вориорса, али је тим ипак успео да се квалификује за доигравање 1993.
Хардавеј је отишао из клуба 1996, а било је недисциплине у тиму (када је на тренингу, 1. децембра 1997. Спривел напао тренера Пи Џеј Карлисима).
После тога, све до 2007. године, Ратници нису успели да се квалификују у плеј-оф. Поред искуснијих Барона Дејвиса и Џејсона Ричардсона и доласком младог Монте Елиса 2005. године, успели су да играју у доигравању после 13 година. Победили су лидера конференције Далас мавериксе 4 : 2, али су у наредној рунди изгубили од Јуте 4 : 1.

### 2009—данас: Сплеш брадерси
На НБА драфту 2009. године, Голден Стејт вориорси су одабрали Стефа Карија као седмог пика. Потписао је четворогодишњи уговор вредан 12,7 милиона долара. Довођење Карија се испоставило као веома добар потез те су постављени услови за стварање шампионске генерације. У сезони 2012/13 Вориорси су трејдовали Монту Елиса, Екпеа Јуда, и Квомија Брауна у Милвоки баксе, у замену за Ендруа Богута и Стивена Џексона.
Током сезоне 2012/13 Кари је поставио рекорд НБА лиге по постигнутим тројкама у регуларној сезони (272). Наредне године, Кари и саиграч Клеј Томпсон постављају заједнички НБА рекорд по постигнутим тројкама у сезони (484), због чега добијају надимак Сплеш брадерси. Голден Стејт је завршио регуларну сезону скором 47—35, изборио је плеј-оф и добио Денвер нагетсе у првом кругу. У полуфиналу је играо против Сан Антонио спарса, али је испао после шест одиграних утакмица.
У сезони 2014/15 Кари је предводио Ратнике до прве НБА титуле од 1975. године. Голден Стејт је у финалу победио Кливленд кавалирсе укупним резултатом 4−2.
Голден Стејт вориорси су наставили с добром игром и у сезони 2015/16; тим је нанизао 24 узастопне победе од почетка такмичења. Низ победа прекинут је поразом од екипе Милвоки бакса. Исте сезоне је Голден Стејт оборио рекорд НБА лиге по постигнутим тројкама у једној сезони. Вориорси су наставили да исписују странице историје НБА лиге, победом против Мемфис гризлиса 125:104 и тако су оборили рекорд чувене генерације Чикаго булса из сезоне 1995/96 са остварена 73 тријумфа у регуларном делу сезоне. Ипак нису успели да освоје шампионски прстен, пошто је Голден Стејт поражен у неизвесном НБА финалу од Кливленда са 3−4 у серији.
У сезони 2016/17, Ратници су први тим у историји НБА лиге који је плеј оф серију до великог финала окончао без пораза. Голден Стејт је победио екипу Сан Антонија у гостима резултатом 129−115 и тако финалну серију Западне конференције затворио са максималним учинком. Ратници су у плеј офу остварили скор од 12−0 и исписали нову страницу историје. Доласком Кевина Дурента из Оклахоме, знатно је ојачан тим из Оукленда. Био је један од најзаслужнијих за освајање другог шампионског прстена, победом у финалу НБА лиге против Кливленд кавалирса са 4:1 у серији.
Вориорси су наставили са доминацијом у сезони 2017/18, после победе над Кливлендом са 4:0 у финалној серији.

## Тренери
| Тренер           | Године     |
| ---------------- | ---------- |
| Едвард Готлиб    | 1946—1955  |
| Џорџ Сенески     | 1955—1958  |
| Ал Серви         | 1958—1959  |
| Нил Џонстон      | 1959—1961  |
| Френк Макгвајер  | 1961—1962  |
| Боб Фирик        | 1962—1963  |
| Алекс Ханум      | 1963—1966  |
| Бил Шерман       | 1966—1968  |
| Џорџ Ли          | 1968—1970  |
| Ал Атлс          | 1970—1980  |
| Џони Бак         | 1980       |
| Ал Атлс          | 1980—1983  |
| Џони Бак         | 1983—1986  |
| Џорџ Карл        | 1986—1988  |
| Ед Грегори       | 1988       |
| Дон Нелсон       | 1988—1995  |
| Боб Ланир        | 1995       |
| Рик Аделман      | 1995—1997  |
| Пи Џеј Карлисимо | 1997—1999  |
| Гари Сент Џин    | 1999—2000  |
| Дејв Кауенс      | 2000—2001  |
| Брајан Винтерс   | 2001—2002  |
| Ерик Маселман    | 2002—2004  |
| Мајк Монтгомери  | 2004—2006  |
| Дон Нелсон       | 2006—2010  |
| Кит Смарт        | 2010—2011  |
| Марк Џексон      | 2011—2014  |
| Стив Кер         | 2014—данас |

## Статистике и признања
У историји Голден Стејта двојица кошаркаша су проглашени најкориснијим играчем у лиги (МВП): Вилт Чејмберлен 1960. и Стеф Кари 2015. и 2016. године.

### Најбољи играчи
| Категорија                     | Играч           | Статистика |
| ------------------------------ | --------------- | ---------- |
| Одигране утакмице              | Крис Малин      | 807        |
| Поени                          | Вилт Чејмберлен | 17,783     |
| Скокови                        | Нејт Термонд    | 12,771     |
| Асистенције                    | Стеф Кари       | 4,856      |
| Украдене лопте                 | Крис Малин      | 1,360      |
| Блокаде                        | Адонал Фојл     | 1,140      |
| Проценат шута                  | Вилт Чејмберлен | 7,216      |
| Проценат шута из игре          | Андрис Бједринс | 0,595      |
| Шут за три                     | Стеф Кари       | 1,387      |
| Проценат шута за три           | Ентони Мороу    | 0,460      |
| Слободних бацања               | Пол Аризин      | 5,010      |
| Проценат шута слободних бацања | Стеф Кари       | 0,901      |
| Поени по утакмици              | Вилт Чејмберлен | 41,5       |
| Скокови по утакмици            | Вилт Чејмберлен | 25,1       |
| Асистенције по утакмици        | Тим Хардавеј    | 9,3        |
| Украдене лопте по утакмици     | Рик Бари        | 2,3        |
| Блокаде по утакмици            | Мануте Бол      | 3,7        |

### Повучени бројеви
| Играчи Голден Стејт вориорса |                 |          |                      |
| Бр.                          | Играч           | Позиција | Године               |
| 13                           | Вилт Чејмберлен | Ц        | 1959—1965            |
| 14                           | Том Мешери      | К        | 1961—1971            |
| 16                           | Ал Атлс         | П        | 1960—1971            |
| 17                           | Крис Малин      | К        | 1985—1997, 2000—2001 |
| 24                           | Рик Бaри        | К        | 1965—1967, 1972—1978 |
| 42                           | Нејт Термонд    | Ц        | 1963—1974            |

## Дворане
- Philadelphia Arena (1946—1962)
- Philadelphia Convention Hall and Civic Center (1952—1962)
- Cow Palace (1962—1964, 1966—1971)
- San Francisco Civic Auditorium (1964—1966)
- USF War Memorial Gymnasium (1964—1966)
- San Diego Sports Arena (1971—1972)
- San Jose Arena (1996—1997)
- Арена Оукланд (1966—1967, 1971—1996 и 1997—2019)
- Chase Center (2019—данас)[25]